# Dabel
Dabel ist eine Gemeinde im Nordosten des Landkreises Ludwigslust-Parchim in Mecklenburg-Vorpommern. Sie wird vom Amt Sternberger Seenlandschaft mit Sitz in der Stadt Sternberg verwaltet.

## Geografie

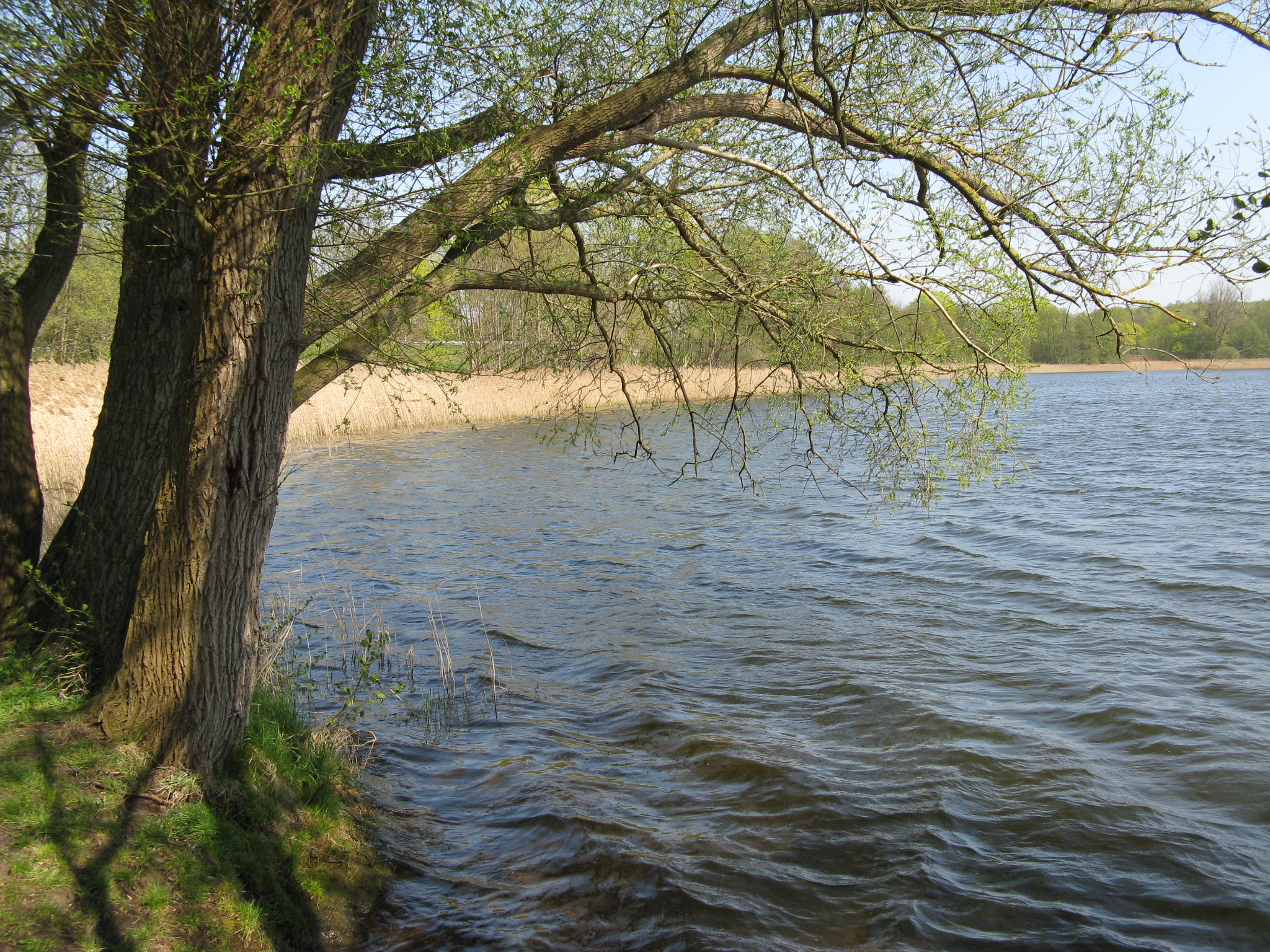
Dabeler See

Die Gemeinde liegt inmitten einer bewaldeten Seenlandschaft etwa sechs Kilometer östlich von Sternberg. Im Gemeindegebiet liegen der Dabeler See und der Holzendorfer See. Im Südosten grenzt der Kleinpritzer See an die Gemarkung. Nördlich des Ortes Dabel liegt das Naturschutzgebiet Gägelower See, das sich flächenmäßig zum Großteil auf dem Stadtgebiet von Sternberg befindet. Im Süden und Westen der Gemeinde gibt es größere Waldflächen, so etwa im Westen die Peeschen Tannen. Höchste Erhebung ist der Flötenberg mit 64,3 m ü. NHN. Durch die Gemeinde fließt die Möllerbek.
Die Gemeinde besteht laut ihrer Hauptsatzung aus den Ortsteilen Dabel und Holzendorf sowie den Siedlungen Turloff und Woland.

## Geschichte

### Dabel
Dabel wurde 1262 erstmals erwähnt, als Fürst Johann von Mecklenburg dem Closter Dobbertin vorlassen oder verlehnet, Sechs Hufen am Dorffe Dabele, die Thydericus Vlotow gehabt hat. Am 28. Januar 1263 nahm Papst Urban V. das Kloster Dobbertin und dessen Güterbesitz, darunter auch sechs Hufen zu Dabele, unter seinen Schutz.
Die Ortsbezeichnung ist vermutlich in der Wendenzeit entstanden, möglicherweise aus „Dab oder Dabele“ und bedeutet Eiche. Von einer frühen Besiedlung zeugen neben zahlreichen Großstein- und Hügelgräbern auch die archäologischen Fundplätze mit Keramik und Grauware.
Fürst Heinrich von Mecklenburg verkaufte 1306 dem Kloster Sonnenkamp den Nepersmühlen-See und überwies das Kirchlehn das Kirchlehn in demselben Dorffevnd derselben Filial, nomlich die Kirche zu Dabele. Den Hauptbesitz in Dabel hatten bis 1336 die von Mallin. Danach kaufte das Kloster Dobbertin das Dorf und ließ sich am 8. Dezember 1336 von Fürst Albrecht von Mecklenburg das Eigentum bestätigen. Bis ins 17. Jahrhundert blieb das Dorf im Besitz des Klosters Dobbertin. Das Kloster erhielt am 5. Oktober 1583 durch Herzog Ulrich neben verschiedenen Grundbesitz nahe Dabel, das dem Kloster Sonnenkamp in Neukloster gehörte, auch das Patronat über die Dabeler Kirche. Das Dobbertiner Patronat dauerte bis 1642.
Vor 1645 gab es in Dabel noch zwölf Bauern und sieben Kossaten, nach 1645 waren es nur noch drei Bauern.
1892 wurde vom Pächter des domanialen Pachtgutes Dabel die Windmühle auf dem Rothen Strumpf erbaut und an einen Müller verpachtet. In den folgenden Jahrzehnten wechseln mehrfach die Pächter der Mühle. Nach der Abdankung des letzten Großherzogs Friedrich Franz IV. im Jahr 1918 werden Landgut und Mühle 1921 an einen privaten Besitzer verkauft. 1928 gehen Mühle und Landgut dann an zwei unterschiedliche Besitzer. Dies ermöglicht dem Müller und Bauernsohn Fritz Döscher aus Grebbin am 24. Oktober 1932 den Kauf der Windmühle mit 5.600 Quadratruten Land. 1949 wird die Mühle elektrifiziert und Anfang der 1950er Jahre modernisiert. Die bis dahin privat betriebene Windmühle wird in den LPG-Mischfutterbetrieb „Rother Strumpf“ umgewandelt. 1965 erhält der Müller vom Kreis Sternberg ein Jahresmahlkontingent, das einen rentablen Weiterbetrieb der Mühle sichert. Am 1. Januar 1969 übernimmt der Sohn des Müllers, ebenfalls Müllermeister, den Mühlenbetrieb um die Mühle künftig als technisches Denkmal zu betreiben. Die Mühle ist heute ein geschütztes Baudenkmal und technisch noch komplett ausgestattet.
Nach 1945 gehörte Dabel erst zum Land Mecklenburg und dann von 1952 bis 1990 zum Bezirk Schwerin.
Im September 1973 zog das Artillerieregiment 5 der NVA von Drögeheide nach Dabel, wo im Wald am Südrand des Dorfes eine neugebaute Kaserne bezogen wurde. Neben der Kaserne entstand auch ein Neubaugebiet für die Unterbringung der Berufssoldaten und ihrer Familien („Dabel II“ oder „Dabel-Siedlung“). Zur neuen Plattenbausiedlung gehörten sechs fünfgeschossige Wohnblöcke (einer davon das „Ledigenheim“), eine Kinderkrippe, ein Kindergarten, die POS „Hans Beimler“ samt Turnhalle und eine Kaufhalle. Dadurch verdoppelte sich die Einwohnerzahl von Dabel. Durch ihre getrennte sowie bessere Versorgung und Unterbringung galten die Berufssoldaten während des Bestehens der DDR und ihres Regimentes im Dorf als „fremde Macht“. Die Siedlung war für die Berufssoldaten und Zivilbeschäftigten direkt mit dem Kasernengelände durch einen Fußweg und ein Alarmtor verbunden. In der Kaserne waren neben dem Artillerieregiment 5 noch die ebenfalls, wie das Artillerieregiment 5 aus Drögeheide kommende, Panzerjägerabteilung 5 und die Geschosswerferabteilung 5 untergebracht, letztere erst Ende 1987 aufgestellt. Die drei Truppenteile unterstanden direkt dem Kommando Militärbezirks V. Am 1. März 1975 („Tag der NVA“) wurde das Regiment nach dem Kommunisten und Widerstandskämpfer Paul Sasnowski benannt. Nach der Wende war Dabel bis 2006 der Bundeswehrstandort für das Panzerartilleriebataillon 405.

### Holzendorf
1235 gehörten dem Ritter Detlev Thetlev von Gadebusch zu Holzendorf südlich von Sternberg zehn Hufen. den Zehenden von zehen Hufen zu Holzendorff in Villa Holtzatorum, die sein Oheim Thetleuus, ein ritter von Godebuz, von ihm, dem Bischof Brunward von Schwerin zu lehen gehabt.

### Turloff
Pribislav von Richenberg verlieh 1256 seinem Kaplan Jordan die Pfarre zu Wamckow mit Turglove Villa als Nachbarort Turloff. Neben den wüsten Dörfern Buchholz und Stampen gehörte Turloff zum Kirchspiel Wamckow. 1316 verlieh Heinrich von Mecklenburg dem Berthold von Wamekow das Dorf Torgelow villa Torgelowe, das heutige Turloff. 1447 war der Ort eingegangen Dorpstede to Thurgelowe, die Villa ist eingegangen. 1534 ist zu hören eyne wuste veltmarke Torgeloge genomet, de veltmarke hefft nu hertich Hinrick thor vogedie thom sternberge.
Ab 1848 war Turloff Forsthof und ab 1908 Oberförsterei. Der Forsthof wurde bis 1990 noch genutzt. Ab 1998 war er in privater Nutzung, der Hof und die Gebäude wurden umfassend instand gesetzt.

## Bevölkerung
| Jahr | Einwohner |
| ---- | --------- |
| 1990 | 2014      |
| 1995 | 1822      |
| 2000 | 1855      |
| 2005 | 1518      |
| 2010 | 1440      |
| 2015 | 1442      |

| Jahr | Einwohner |
| ---- | --------- |
| 2020 | 1371      |
| 2021 | 1389      |
| 2022 | 1353      |
| 2023 | 1357      |

 Stand: 31. Dezember des jeweiligen Jahres

## Politik

### Gemeindevertretung
Die Gemeindevertretung von Dabel besteht aus zehn Mitgliedern. Die Kommunalwahl am 9. Juni 2024 führte bei einer Wahlbeteiligung von 70,4 % zu folgendem Ergebnis:
| Partei / Wählergruppe           | Stimmenanteil 2019 | Sitze 2019 |  | Stimmenanteil 2024 | Sitze 2024 |
| ------------------------------- | ------------------ | ---------- |  | ------------------ | ---------- |
| Dorfgemeinschaft Gemeinde Dabel | –                  | –          |  | 58,2 %             | 6          |
| Wählergemeinschaft Dabel        | 53,1 %             | 6          |  | 22,4 %             | 2          |
| Einzelbewerber Stefan Suhr      | –                  | –          |  | 19,4 %             | 1          |
| Einzelbewerber Jörg Neumann     | 16,9 %             | –          |  | –                  | –          |
| Die Linke                       | 14,5 %             | 1          |  | –                  | –          |
| NPD                             | 09,4 %             | 1          |  | –                  | –          |
| Einzelbewerber Jens Gramse      | 04,4 %             | –          |  | –                  | –          |
| Einzelbewerber André Völzow     | 01,6 %             | –          |  | –                  | –          |
| Insgesamt                       | 100 %              | 8          |  | 100 %              | 9          |

Bei der Wahl 2019 kandidierte Neumann sowohl als Gemeindevertreter als auch als Bürgermeister. Sein Stimmenanteil entsprach zwei Sitzen in der Gemeindevertretung. Da er die Wahl zum Bürgermeister annahm, blieben diese beiden Sitze unbesetzt.
Bei der Wahl 2024 entfielen auf den Einzelbewerber Suhr entsprechend seinem Stimmenanteil zwei Sitze. Daher bleibt in der Gemeindevertretung ein Sitz unbesetzt.

### Bürgermeister
- seit 2019: Jörg Neumann

Bei der Bürgermeisterwahl am 26. Mai 2019 wurde Neumann mit 50,9 % der gültigen Stimmen gewählt. Am 9. Juni 2024 wurde er ohne Gegenkandidat mit 61,0 % der gültigen Stimmen in seinem Amt bestätigt. Seine Amtszeit beträgt fünf Jahre.

### Wappen
| Wappen von Dabel | Blasonierung: „In Gold über einem erniedrigten blauen Wellenfaden eine rote Holländerwindmühle, begleitet: oben und beiderseits von einem blauen Eichenblatt mit schwarzem Stiel, daran zwei blaue Früchte.“ |
| Wappen von Dabel | Wappenbegründung: Das Hauptmotiv des Wappens nimmt Bezug auf das Wahrzeichen der Gemeinde, auf die Galerieholländerwindmühle. Zugleich verkörpert es ein charakteristisches Bauwerk der historischen Agrartechnik. Mit dem Wellenfaden wird auf die Gewässer der Umgebung, insbesondere auf den Holzendorfer See, verwiesen, mit dem Eichenlaub auf die Waldbestände. Die Tingierung des Wappens in Blau, Gold und Rot deutet auf die Zugehörigkeit der Gemeinde zum Landesteil Mecklenburg hin. Das Wappen und die Flagge wurde von dem Schweriner Heraldiker Heinz Kippnick gestaltet. Es wurde zusammen mit der Flagge am 19. Juni 2002 durch das Ministerium des Innern genehmigt und unter der Nr. 264 der Wappenrolle des Landes Mecklenburg-Vorpommern registriert. |

### Flagge

Flagge der Gemeinde Dabel

Die Flagge ist quer zur Längsachse des Flaggentuchs von Gelb, Rot und Gelb gestreift. Die gelben Streifen nehmen je ein Viertel, der rote Streifen nimmt die Hälfte der Länge des Flaggentuchs ein. In der Mitte des roten Streifens liegt das Gemeindewappen, das zwei Drittel der Höhe des Flaggentuchs einnimmt. Die Länge des Flaggentuchs verhält sich zur Höhe wie 5:3.

### Dienstsiegel
Das Dienstsiegel zeigt das Gemeindewappen mit der Umschrift „GEMEINDE DABEL • LANDKREIS LUDWIGSLUST-PARCHIM“.

## Sehenswürdigkeiten

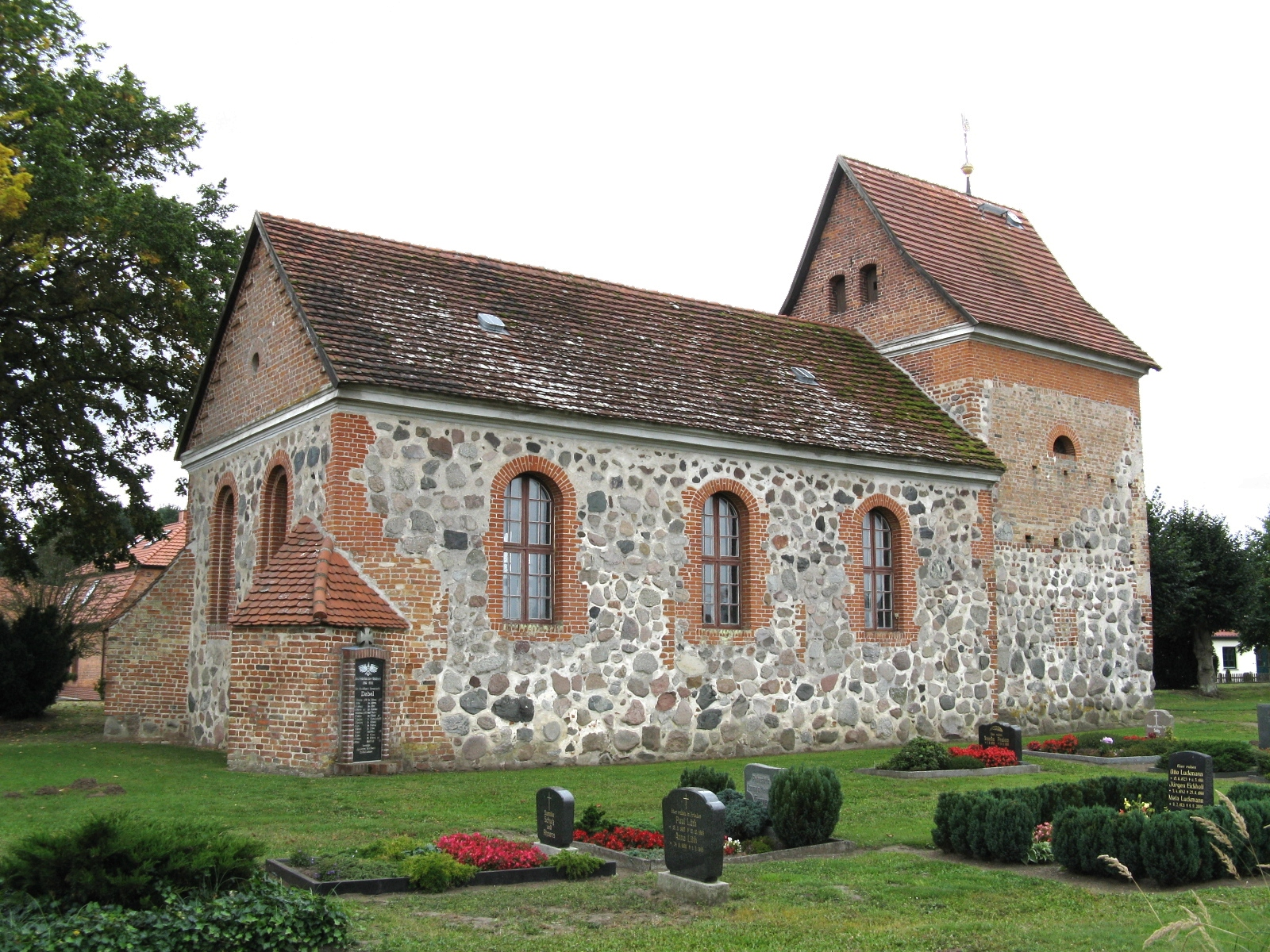
Dorfkirche
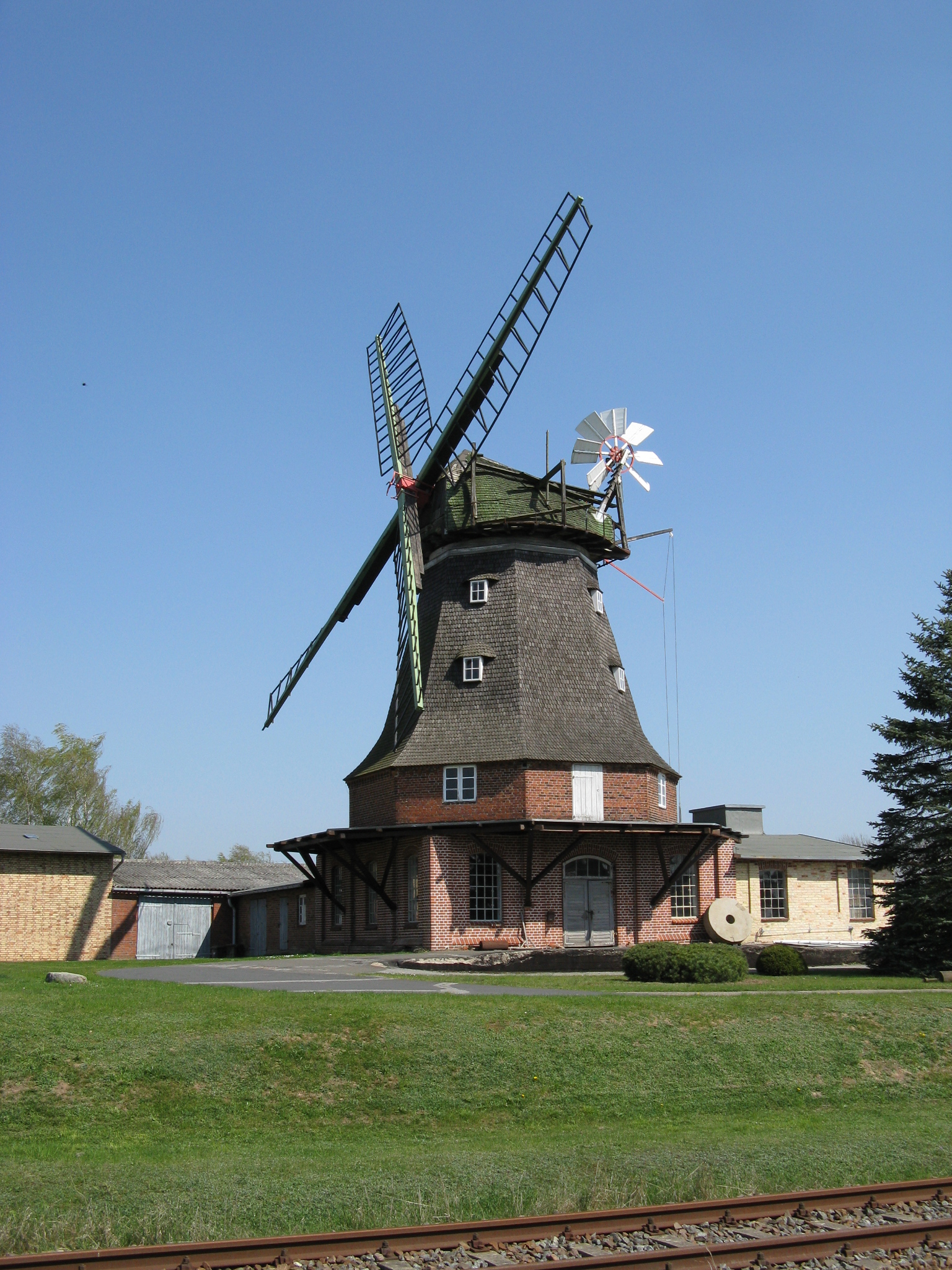
Holländerwindmühle

- Holländerwindmühle, 1892 erbaut, bis 2002 in Betrieb. Der seinerzeitige Müller brachte auf dem Mühlenboden, zu Zeiten der DDR, Anfang der 1980 er zusammen mit den Dabeler Müllerburschen eine Rundfunksendung hervor, die es beim NDR bis heute gibt.
- Großsteingräber um Dabel
- Feldsteinkirche aus dem 13. Jahrhundert, 1990 restauriert
- Tamara-Bunke-Gedenkstein, bei einem Besuch ihrer Eltern am 26. Juni 1984 in Dabel eingeweiht. Bunke hat jedoch keinen Bezug zu Dabel, der Gedenkstein wurde bei der Vergabe eines in der DDR üblichen „Ehrennamens“ an die Dabeler Ortsgruppe der Frauenorganisation DFD aufgestellt.

siehe auch:

## Wirtschaft und Verkehr
In Dabel sind zahlreiche Handwerksbetriebe ansässig. Größte Arbeitgeber der Gemeinde sind landwirtschaftliche Betriebe, die Fischerei, Einrichtungen der Altenpflege sowie der Hotelbetrieb.
In der Gemeinde gibt es eine Grundschule und zwei Kitas.
Durch den Ort Dabel führen die Bundesstraße 192 sowie die seit 1996 nicht mehr im Personenverkehr bediente Bahnstrecke Wismar–Karow.

## Persönlichkeiten
- Ludwig Stubbendorff (1906–1941), Reiter, Goldmedaillengewinner der Olympiade 1936, in Turloff geboren
- Christof Munzlinger (* 1954), Kommandeur des Panzerartilleriebataillons 405 in Dabel
- Rolf Wagner (* 1959), Kommandeur des Panzerartilleriebataillons 405 in Dabel

### Gedruckte Quellen
- Mecklenburgisches Urkundenbuch (MUB)
- Mecklenburgische Jahrbücher (MJB)

### Ungedruckte Quellen
- Landeshauptarchiv Schwerin (LHAS)
  - LHAS 3.2-3/1 Landeskloster/Klosteramt Dobbertin. Nr. 1341 Abtreten der ehemals zum Kloster Dobbertin gehörigen Dörfer Demen und Dabel an den Schweriner Herzog 1645.